# Luchthaven Kisumu
Luchthaven Kisumu (IATA: KIS, ICAO: HKKI) is een luchthaven in Kisumu, Kenia. Er wordt alleen naar Nairobi gevlogen. Het is de derde luchthaven van Kenia, hoewel het geen internationale vluchten afhandelt.

## Trivia
- De vader van president Barack Obama van de Verenigde Staten woont in het dorp Nyang'oma Kogelo, 60 km van Kisumu. Daardoor proberen lokale autoriteiten het voor elkaar te krijgen om de luchthaven uit te breiden voor een Boeing 747, zodat de Air Force One daar kan landen als de president zijn vader wil bezoeken[1].

## Luchtvaartmaatschappijen en bestemmingen
- East African Safari Air - Nairobi
- Fly540 - Eldoret, Nairobi
- JetLink Express - Mwanza, Nairobi
- Kenya Airways - Nairobi